# Euphorbia bertemariae
Euphorbia bertemariae là một loài thực vật có hoa trong họ Đại kích. Loài này được Bisseret & Dioli mô tả khoa học đầu tiên năm 2005.